# Sam Darnold
Samuel "Sam" Richard Darnold (nascido em 5 de junho de 1997) é um jogador de futebol americano que joga como quarterback no Seattle Seahawks da National Football League (NFL). Ele jogou futebol americano universitário na USC.
Darnold era um atleta de dois esportes na San Clemente High School, futebol e basquete. Considerado um recruta de quatro estrelas pelo Rivals.com, ele foi recrutado para a USC e se juntou ao time de futebol. Ele estabeleceu vários recordes de calouros na USC, levando os Trojans a nove vitórias consecutivas que culminaram com uma vitória no Rose Bowl de 2017. Darnold anunciou que iria abdicar de seus dois últimos anos de elegibilidade e se declarou para o Draft de 2018, sendo draftado pelo New York Jets. Ele também jogou duas temporadas com o Carolina Panthers e uma no San Francisco 49ers e no Minnesota Vikings.

## Primeiros anos
Darnold nasceu em Capistrano Beach, Califórnia, em 5 de junho de 1997. Ele começou a jogar basquete quando tinha cinco anos de idade.
Darnold frequentou a San Clemente High School em San Clemente, Califórnia. Depois de jogar beisebol em seu primeiro ano, ele jogava futebol americano e basquete. Durante sua carreira de basquete no colegial, Darnold se destacou e foi eleito o Jogador Mais Valioso da Liga da Costa Sul duas vezes. O técnico de basquete, Marc Popovich, afirmou que as habilidades de basquete de Darnold ajudaram a transforma-lo em uma estrela no futebol americano, sendo "o único cara que conseguia um rebote defensivo e lançar um passe de 30 jardas no alvo, praticamente no mesmo movimento". Popovich acrescentou que Darnold poderia ter jogado basquete universitário na Conferência Pac-12 ou na Conferência Mountain West "na pior das hipóteses".
No time de futebol americano, Darnold jogou como Wide receiver e linebacker, apesar de ter jogado como quarterback no segundo ano após o quarterback ter se machucado em um jogo contra o Tesoro High School. Ele jogou um passe de touchdown e marcou a conversão de dois pontos do jogo, mas voltou a jogar como wide receiver e linebacker uma semana depois. Quando ele legitimamente se tornou o quarterback da escola, Darnold quebrou o recorde escolar para mais passes para touchdown em um jogo quando ele teve cinco em duas ocasiões. Em seu último ano, San Clemente chegou a final da CIF-Southern Section Division, onde perdeu para 37-44 para Trabuco Hills High School. Ele terminou sua temporada sênior com 3.000 jardas e 39 touchdowns, junto com 800 jardas e 13 touchdowns terrestres.
Darnold foi avaliado pelo Rivals.com como um recruta de quatro estrelas e foi classificado como o oitavo melhor quarterback em sua classe e 179º melhor jogador no geral. No entanto, ele não tem muitas filmagens dele se apresentando em acampamentos de recrutamento, preferindo se mostrar nos jogos. Ele recebeu ofertas de bolsas para jogar futebol americano universitário em universidades como Oregon, Utah, Northwestern e Duke. Os treinadores da USC, Clay Helton e Steve Sarkisian, ficaram impressionados com a performance de Darnold e lhe ofereceram uma bolsa de estudos.
| Recrutamento | Recrutamento                                                                  | Recrutamento     | Recrutamento | Recrutamento | Recrutamento        |
| Nome | Cidade natal                                                                  | Médio / superior | Altura       | Peso         | Data de submissão   |
| --- | ----------------------------------------------------------------------------- | ---------------- | ------------ | ------------ | ------------------- |
| Sam DarnoldQuarterback | San Clemente, California                                                      | San Clemente     | 1.96 m       | 98 kg        | 18 de Julho de 2014 |
| Sam DarnoldQuarterback | Recrutamento de classificação por estrelas: Scout: Rivais: 247Sports: ESPN:83 |                  |              |              |                     |
| - Nota: Em muitos casos, Scout, Rivais, 247Sports, e a ESPN pode entrar em conflito em suas listagens de altura e peso. - Nestes casos, a média foi tirada. ESPN notas são em uma escala de 100 pontos. Fontes: |                                                                               |                  |              |              |                     |

## Carreira na faculdade

### Temporada de 2015
O coordenador defensivo de USC, Justin Wilcox, que recrutou Darnold para a escola, queria que ele jogasse como linebacker. Na temporada de 2015, Darnold não jogou em seu primeiro ano pois era banco de Cody Kessler e Max Browne.

### Temporada de 2016
Na temporada de 2016, Darnold foi o quarterback reserva atrás do titular Max Browne. Em três jogos como quarterback reserva, Darnold completou 14 de 22 passes para dois touchdowns e uma interceptação. Depois de um começo de temporada de 1-2, Browne foi pro banco e Darnold virou titular.
Em seu primeiro jogo como titular na USC contra Utah Utes, Darnold completou 18 de 26 passes para 253 jardas e registrou um touchdown terrestre, com USC perdendo por 27-31. Após a derrota, os Trojans de Darnold não perderam um jogo pelo resto da temporada, incluindo uma vitória de 26-13 sobre Washington Huskies. O ataque de USC registrou uma média de 37 pontos e 518 jardas por jogo, enquanto Darnold estabeleceu o recorde escolar de mais touchdowns.
Contra Arizona e Califórnia, Darnold tornou-se o primeiro quarterback na história da escola a registrar cinco passes para touchdown em jogos consecutivos, ao mesmo tempo em que lançou vários touchdowns em oito jogos consecutivos, sendo o primeiro quarterback da USC a fazer isso desde Matt Leinart em 2004. No chão, Darnold registrou 230 jardas, mais por um quarterback da USC desde as 254 jardas de Reggie Perry em 1991. Darnold foi eleito o Jogador Ofensivo do Ano da Pac-12 Conference.
USC foi convidada para jogar no Rose Bowl de 2017, sua primeira aparição em oito temporadas. Na vitória por 52-49 sobre Penn State, Darnold completou 33 de 53 passes para 453 jardas, ao mesmo tempo que estabeleceu os recordes do Rose Bowl em touchdowns (5) e total de jardas (453). As 453 jardas registrados ficaram em segundo lugar na história, perdendo apenas para os 456 de Danny O'Neil no jogo de 1995.
Em 4 de janeiro de 2017, foi anunciado que Darnold foi agraciado com o Archie Griffin Award, que é concedido anualmente ao MVP do futebol americano universitário. Darnold também foi nomeado para a equipe de calouros All-America pela Associação de Escritores de Futebol da América.

### Temporada de 2017
Darnold tornou-se um dos principais favoritos ao Heisman Trophy e, eventualmente, uma escolha na primeira rodada do draft de 2018. A temporada não começou do jeito que Darnold esperava e em seis jogos, ele havia igualado o número de interceptações que havia lançado no ano anterior. Apesar disso, ele liderou USC para uma vitória dominante sobre Stanford por um placar de 42-24. Além disso, ele levou USC até o título da Pac-12 Conference com uma vitória por 31-28 sobre Stanford, onde ele foi premiado com o MVP do jogo depois de jogar para mais de 300 jardas e dois touchdowns. A vitória rendeu à USC um lugar no Cotton Bowl de 2017, onde, apesar das 356 jardas de Darnold, os Trojans foram derrotados por Ohio State Buckeyes por 24-7.

### Estatísticas
| Ano      | Time     | Jogos | Passando | Passando | Passando | Passando | Passando | Passando | Passando | Correndo | Correndo | Correndo | Correndo | Defesa | Defesa |
| Ano      | Time     | Jogos | Cmp      | Ten      | Pct      | Jds      | TD       | Int      | Rtg      | Ten      | Jds      | Média    | TD       | Solo   | Total  |
| -------- | -------- | ----- | -------- | -------- | -------- | -------- | -------- | -------- | -------- | -------- | -------- | -------- | -------- | ------ | ------ |
| 2016     | USC      | 13    | 246      | 366      | 67,2%    | 3 086    | 31       | 9        | 161,1    | 62       | 250      | 4,0      | 2        | 3      | 3      |
| 2017     | USC      | 14    | 303      | 480      | 63,1%    | 4 143    | 26       | 13       | 148,1    | 75       | 82       | 1,1      | 5        | 2      | 2      |
| Carreira | Carreira | 27    | 549      | 846      | 64,9%    | 7 229    | 57       | 22       | 155,6    | 137      | 332      | 2,4      | 7        | 5      | 5      |

Fonte:

## Carreira profissional
Em 3 de janeiro de 2018, Darnold anunciou que ele iria entrar no Draft de 2018.
| Prospecto                                    | Prospecto | Prospecto            | Prospecto      | Prospecto            | Prospecto            | Prospecto            | Prospecto | Prospecto | Prospecto      | Prospecto |
| Altura                                       | Peso      | Comprimento do braço | Tamanho da mão | Corrida de 40 jardas | Corrida de 10 jardas | Corrida de 20 jardas | 20-ss     | 3-cone    | Salto Vertical | Amplo     |
| -------------------------------------------- | --------- | -------------------- | -------------- | -------------------- | -------------------- | -------------------- | --------- | --------- | -------------- | --------- |
| 1.91 m                                       | 100 kg    | 0.79 m               | 0.24 m         | 4.85 s               | 1.67 s               | 2.81 s               | 4.40 s    | 6.96 s    | 0.67 m         | 2.67 m    |
| Todos os valores são a partir de NFL Combine |           |                      |                |                      |                      |                      |           |           |                |           |

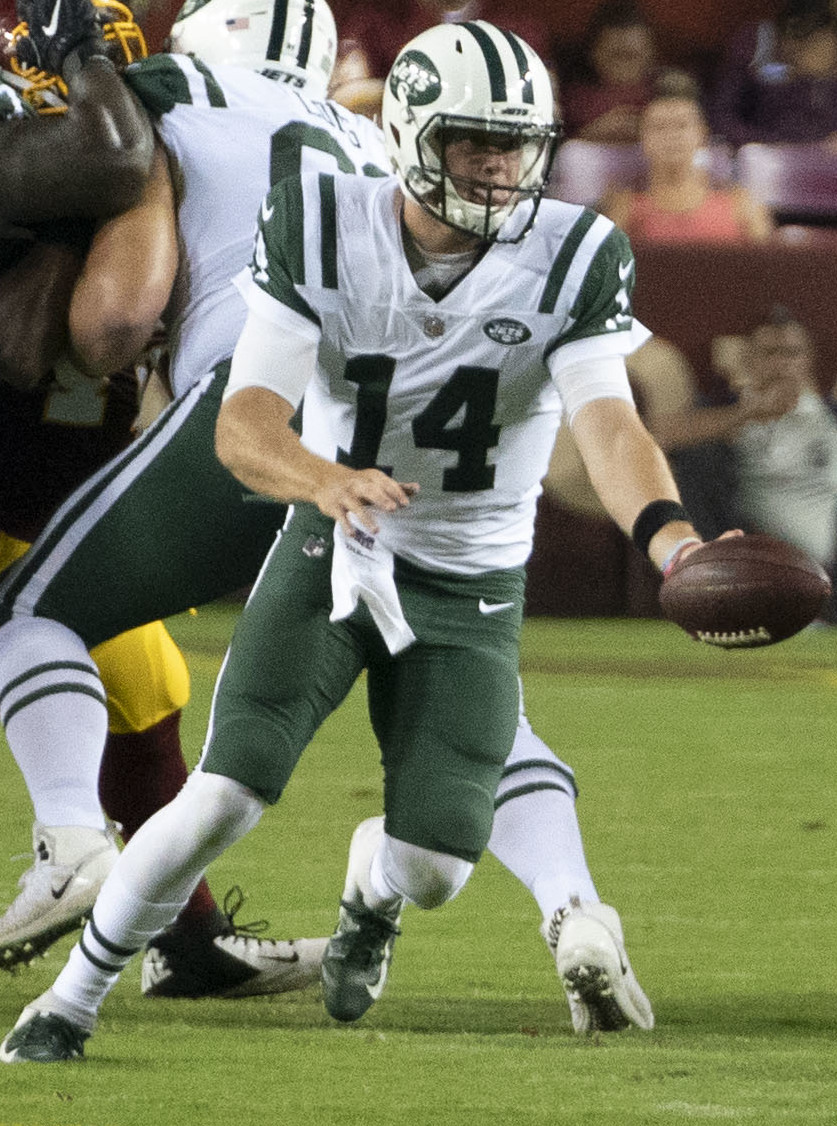
Darnold com os Jets em 2018.

Darnold foi selecionado pelo New York Jets na primeira rodada, na terceira seleção geral, do Draft de 2018. Em 30 de julho de 2018, Darnold assinou um contrato de quatro anos no valor de US $ 30,25 totalmente garantido com um bônus de assinatura de US$ 20 milhões com os Jets.
Tendo uma performance abaixo da esperado como profissional, ele foi trocado após duas temporadas com os Jets (tendo dois anos com mais turnovers do que touchdowns). Quando foi trocado para os Panthers, em duas temporadas foi titular em dezessete jogos marcando apenas dezesseis touchdowns e dezesseis interceptações. Com o fim do seu contrato, ele assinou com o San Francisco 49ers.
Em 13 de março de 2024, Darnold assinou um contrato de um ano, valendo US$ 10 milhões de dólares, com o Minnesota Vikings.

## Estatísticas na NFL
| Ano      | Time     | Jogos | Jogos   | Passando | Passando | Passando | Passando | Passando | Passando | Passando | Passando | Passando | Correndo | Correndo | Correndo | Correndo | Sacks | Sacks  | Fumbles | Fumbles  |
| Ano      | Time     | Disp. | Titular | Cmp      | Ten      | Pct      | Jardas   | Média    | Lng      | TD       | Int      | Rtg      | Ten      | Jardas   | Média    | TD       | Sck   | Jardas | Fum     | Perdidos |
| -------- | -------- | ----- | ------- | -------- | -------- | -------- | -------- | -------- | -------- | -------- | -------- | -------- | -------- | -------- | -------- | -------- | ----- | ------ | ------- | -------- |
| 2018     | NYJ      | 13    | 13      | 239      | 414      | 57,7%    | 2 865    | 6,9      | 76       | 17       | 15       | 77,6     | 44       | 138      | 3,1      | 1        | 30    | 204    | 5       | 2        |
| 2019     | NYJ      | 13    | 13      | 273      | 441      | 61,9%    | 3 024    | 6,9      | 92       | 19       | 13       | 84,3     | 33       | 62       | 1.9      | 2        | 33    | 212    | 11      | 3        |
| 2020     | NYJ      | 12    | 12      | 217      | 364      | 59,6%    | 2 208    | 6,1      | 69       | 9        | 11       | 72,7     | 37       | 217      | 5,9      | 2        | 35    | 234    | 4       | 2        |
| 2021     | CAR      | 12    | 11      | 243      | 406      | 59,9%    | 2 527    | 6,2      | 63       | 9        | 13       | 71,9     | 48       | 222      | 4,6      | 5        | 35    | 204    | 9       | 4        |
| 2022     | CAR      | 6     | 6       | 82       | 140      | 58,6%    | 1 143    | 8,2      | 52       | 7        | 3        | 92,6     | 26       | 106      | 4,1      | 2        | 10    | 78     | 6       | 2        |
| 2023     | SF       | 10    | 1       | 28       | 46       | 60,9%    | 297      | 6,5      | 48       | 2        | 1        | 85,1     | 21       | 15       | 0,7      | 1        | 6     | 40     | 3       | 1        |
| 2024     | MIN      | 17    | 17      | 361      | 545      | 66,2%    | 4 319    | 7,9      | 97       | 35       | 12       | 102,5    | 67       | 212      | 3,2      | 1        | 48    | 335    | 8       | 4        |
| Carreira | Carreira | 83    | 73      | 1 443    | 2 356    | 61,2%    | 16 383   | 7,0      | 97       | 98       | 68       | 83,9     | 275      | 972      | 3,5      | 46       | 14    | 197    | 1 307   | 18       |

## Vida pessoal
A mãe de Darnold é professora de educação física na Shorecliffs Middle School. Sua irmã mais velha, Franki, é uma jogadora de vôlei da faculdade na Universidade de Rhode Island. Seu avô, Dick Hammer, era um ator de Marlboro Man e um atleta da USC.